# Mid-Canada Line

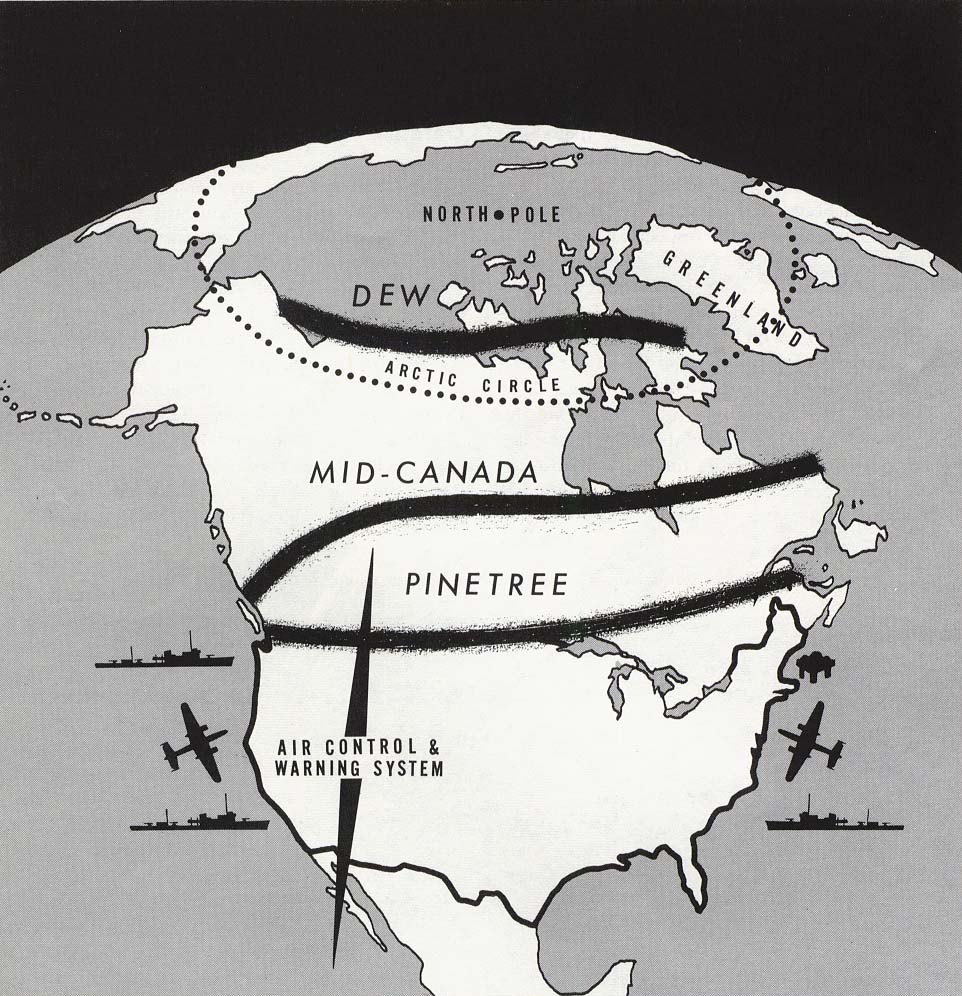
Una mappa che illustra la locazione della Dew Line, della Mid-Canada Line e della Pinetree Line

La Mid-Canada Line, anche nota come McGill Fence, era un complesso di stazioni radar situato nei territori centrali del Canada. Concepita per rilevare un attacco sovietico fu costruita per implementare la già esistente Pinetree Line, che era situata meridionalmente rispetto alla Mid Canada Line. La maggior parte delle stazioni radar della Mid Canada Line fu però utilizzata solo per un breve periodo. Divenuta rapidamente obsoleta con il progresso della tecnologia, la Mid Canada Line fu completamente operativa solamente dalla fine degli anni cinquanta fino a metà degli anni sessanta, quando fu sostituita dalla più moderna DEW Line.

## Storia

### Progettazione
La progettazione della Mid Canada Line vide il proprio inizio ancora quando la Pinetree Line era in fase di costruzione e non ancora completata. Pur essendo stata concepita con delle tecnologie per l'epoca all'avanguardia la Pinetree Line era destinata a divenire rapidamente obsoleta ancora nella propria fase di costruzione. Inoltre situata lungo il confine tra Stati Uniti e Canada si trovava ad una distanza inadeguata per rilevare un eventuale attacco sovietico. Troppo vicina a potenziali obbiettivi la Pinetree Line non poteva garantire un tempo di allerta sufficiente per intercettare i bombardieri sovietici. A ciò si aggiungeva il fatto che i radar utilizzati per la Pinetree Line erano stati concepiti per individuare bombardieri ad alta quota, mentre un attacco effettuato a bassa quota non sarebbe stato individuato dai radar se non quando gli apparecchi sovietici erano ormai a pochi chilometri di distanza. Inoltre le stazioni radar della Pinetree Line utilizzavano apparecchi radar ad impulsi che potevano essere facilmente ingannati.
Dr. W.B. Lewis, all'epoca a capo del AECL Chalk River Laboratories e prima ancora responsabile del UK Telecommunications Research Establishment (TRE) propose al Defence Research Board (DRB) per ovviare a questi inconvenienti l'utilizzo di modernissimi radar doppler, che potevano ovviare a tutti quelli inconvenienti citati prima. Noto anche come "forward scatter bistatic radar", i radar doppler impiegati all'epoca erano dotati di due antenne distinte, una utilizzata per trasmettere il segnale e la seconda utilizzata per ricevere il segnale e situata a circa 60 chilometri dalla prima. Il principio di funzionamento del sistema si basava sull'effetto Doppler. Qualora un apparecchio aereo avesse violato lo spazio aereo il segnale emesso dal trasmettitore sarebbe stato ricevuto con una differenza di frequenza, mentre in assenza di apparecchi in volo l'unico segnale che i ricevitori avrebbero ricevuto sarebbe stato il segnale riflesso dal terreno, il quale fermo rispetto al trasmettitore ed all'antenna utilizzata per ricevere il segnale avrebbe riflesso il segnale con la medesima frequenza con la quale il segnale era stato emesso. Un ulteriore vantaggio rispetto ai radar ad impulsi era che i nuovi radar doppler utilizzavano meno corrente elettrica rispetto ai loro predecessori. Rispetto alle stazioni radar della Pinetree Line le nuove stazioni radar della Mid Canada Line potevano vantare dimensioni inferiori e costi di mantenimento inferiori per quanto riguardava la spesa energetica.
Questo nuovo sistema aveva però anche i suoi svantaggi. Rispetto ai radar ad impulsi definire l'esatta posizione degli apparecchi risultava più difficile, dato che contrariamente ai radar ad impulsi il radar doppler non rilevava il tempo che il segnale aveva impiegato per raggiungere il proprio obbiettivo ed essere riflesso, ma si limitava a rilevare una differenza di frequenza nel segnale che riceveva. Per risolvere questo problema fu proposto di situare ricevitori e trasmettitori a soli 30 chilometri di distanza allineando sia due linee di trasmettitori che due linee di ricevitori in ordine alternato in modo che la distanza di ogni ricevitori dal proprio trasmettitore fosse sempre di 60 chilometri, ma prestando attenzione che la distanza tra una linea di ricevitori ed una di trasmettitori non fosse mai superiore a 30 chilometri. Questo permetteva di coprire sia gli angoli morti della linea di ricevitori precedente, che di misurare la differenza di tempo impiegata per rilevare il segnale della prima linea di ricevitori rispetto alla seconda. Così facendo era quindi possibile individuare velivoli ad una altezza compresa tra il centinaio di metri fino ad una quota di 65000 piedi.

### Costruzione
I lavori di costruzione della Mid Canada Line iniziarono nel 1956 e furono completati in un tempo record nell'aprile del 1957, quando già la metà orientale della Mid Canada Line era ormai operativa. La Mid Canada Line ricevette la piena operatività il 1º gennaio 1958 e il comando fu assegnato al NORAD. Complessivamente la costruzione della Mid Canada Line costò circa 224 milioni di dollari.
Nonostante disponesse di tecnologie più avanzate rispetto alle stazioni radar della Pinetree Line un rilevamento esatto di un eventuale aggressore poteva essere effettuato solamente con l'ausilio della Pinetree Line, fatto che rese necessario il mantenimento di entrambi i sistemi e che fece lievitati i costi considerevolmente. Infine nonostante tutti gli sforzi fatti anche la Mid Canada Line si rivelò inadeguata e ben presto si rese necessario la costruzione di un terzo sistema di radar che andò a formare la DEW Line. ciò nonostante però come anche per la DEW Line l'avvento dei missili intercontinentali rese queste difese obsolete e inutili. Nel 1964 fu quindi deciso lo smantellamento di metà dei siti e un anno dopo fu deciso di smantellare completamente la Mid Canada Line concentrando tutti gli sforzi per migliorare la DEW Line.